# بوزوف‌یازی
بوزوف‌یازی (انگلیسی: Buzovyazy) یک شهرک در شهرستان کارماسکالینسکی استان باشقیرستان کشور روسیه است.